# حرقه (ريمة)

تعديل مصدري - تعديل

حرقه أو قرية حرقه  هي إحدى قرى عزلة بني واقدالواقعة ضمن مديرية الجعفرية التابعة لمحافظة ريمة، بلغ تعداد سكانها (261) نسمة حسب تعداد اليمن لعام 2004.

## المحلات التابعة للقرية
- المضناي
- الزاري

## روابط خارجية
- الدليل الشامــل